# Dučić
Dučić (en serbe cyrillique : Дучић) est un village de Serbie situé dans la municipalité de Mionica, district de Kolubara. Au recensement de 2011, il comptait 527 habitants.

## Démographie
| 1948 | 1953 | 1961 | 1971 | 1981 | 1991 | 2002 | 2011 |
| ---- | ---- | ---- | ---- | ---- | ---- | ---- | ---- |
| 898  | 909  | 856  | 826  | 732  | 696  | 641  | 527  |

|  |